# NGC 6456
NGC 6456 este o brightest cluster galaxy⁠(d) situată în constelația Dragonul. A fost descoperită în 25 septembrie 1886 de către Lewis A. Swift.